# Прогресс (Семёновский район)
Прогресс (укр. Прогрес) — село в Семёновском районе Черниговской области Украины. Население 219 человек. Занимает площадь 0,53 км². Расположено на реке Ракужа.
Код КОАТУУ: 7424787008. Почтовый индекс: 15422. Телефонный код: +380 4659.

## Власть
Орган местного самоуправления — Хотиевский сельский совет. Почтовый адрес: 15421, Черниговская обл., Семёновский р-н, с. Хотиевка, ул. Озёрная, 81.